# زانکت آنتون ایم مونتافون
زانکت آنتون ایم مونتافون (به آلمانی: Sankt Anton im Montafon) یک منطقهٔ مسکونی در اتریش است که در ناحیه بلودنتس واقع شده‌است. زانکت آنتون ایم مونتافون ۳٫۴۲ کیلومتر مربع مساحت دارد ۶۵۱ متر بالاتر از سطح دریا واقع شده‌است.